# Lee Seung-Min
Lee Seung-Min es una deportista surcoreana que compitió en taekwondo.
Ganó dos medallas de oro en el Campeonato Mundial de Taekwondo, en los años 1993 y 1995, y dos medallas de oro en el Campeonato Asiático de Taekwondo, en los años 1990 y 1996.

## Palmarés internacional
| Campeonato Mundial  | Campeonato Mundial          | Campeonato Mundial | Campeonato Mundial |
| Año                 | Lugar                       | Medalla            | Categoría          |
| ------------------- | --------------------------- | ------------------ | ------------------ |
| 1993                | Nueva York (Estados Unidos) | Medalla de oro     | –55 kg             |
| 1995                | Manila (Filipinas)          | Medalla de oro     | –55 kg             |
| Campeonato Asiático |                             |                    |                    |
| Año                 | Lugar                       | Medalla            | Categoría          |
| 1990                | Taipéi (Taiwán)             | Medalla de oro     | –51 kg             |
| 1996                | Melbourne (Australia)       | Medalla de oro     | –55 kg             |